# ザウルスジュニア
ザウルスジュニアは、日産自動車・NISMOが主催するモータースポーツの一カテゴリー。いわゆるジュニア・フォーミュラに属する。
現在もワンメイクレースが各地で開かれているほか、十勝インターナショナルスピードウェイにおけるレーシングスクールの教習車などに利用されている。

## 車種

### NSJ-91
1991年発売。1987年10月に開催された第27回東京モーターショーで発表されたコンセプトカーを元に開発された、ワンメイクレーシングカーである「ザウルス」の弟分という位置づけであった。キット販売（230万円）と完成車両（270万円）での販売があった。この車両を用いたワンメイクレース「ザウルスJr.カップ」が筑波サーキットなどで開催された。
基本搭載エンジンは、従来の自然吸気式MA10S型エンジン(ECC：電子制御キャブレター)に対して、マーチ・ターボ/R/スーパーターボに採用したMA10E（ECCS：電子集中制御インジェクションシステム）を搭載、レスポンスアップを目指した。シフトレバーは右配置。ミッションはクロスミッションRS5F31V。一部を除き基本的にはマーチRのクロスミッションと殆ど同じである。

#### オプション
- 完成車 - ミラーとリアスポイラー
- キット車 - ミラーとリアスポイラー、さらにタイヤとホイールがオプション。

#### スペック
- 全長/全幅/全高(mm)：3,200/1,440/1,090
- 車両重量(kg)：400
- トレッド(前/後)(mm)：1,240/1,240
- ホイールベース(mm)：2,100
- ボディ：上下2分割型
- シャーシー形式：セミモノコック
- エンジンロケーション：横置きミッドシップ
- サスペンション：ダブルウィッシュボーン
- ブレーキ(前/後)：ディスク
- ステアリング：ラック＆ピニオン
- ミッション：前進5速、後退1速
- 最終減速比：4353
- ガソリンタンク：レース用安全タンク20L(センター配置)
- エンジン形式：MA10E
- 配列・気筒数：水冷直列4気筒
- 最高出力：70PS/5,600rpm
- 動弁系：SOHC2バルブ
- 燃焼室：半球形
- エンジン制御：ECCS
- タイヤ(前/後)：175/60R14セミレーシングラジアル
- ホイール(前/後)：5･5JJ×14 OFF SET30 PCD100